# 알마아틴스카야역
알마아틴스카야역(러시아어: Алма-Атинская)은 모스크바 지하철 자모스크보레츠카야선의 역으로, 자모스크보레츠카야선 남쪽 종착역이다. 도시 남동쪽에 위치한 브라테예보에 위치하고 있다.